# Лауш (Бања Лука)
Лауш је градска четврт у Бањој Луци. На Лаушу постоје двије мјесне заједнице, Лауш I, и Лауш II. 
Кроз Лауш протиче ријека Црквена у дужини од 5 километара, управо из тог разлога ту је и смјештена творница обуће познатија као Кожара. Велики проблем овог насеља је велика густина насељености тј. огромна популација, зато нема простора у самом насељу да се направи парк који је пријеко потребам најмлађим становницима.
И поред толике насељености занимљиво је да се људи и даље масовно досељавају у ово насеље, нарочито на његове рубне дијелове.

## Образовање
У насељу се налази Основна школа „Свети Сава“. При школи је 16. децембра 2011. отворено дјечје обданиште.

## Саобраћај

### Историјат[2]

#### Период прије Аустроугарске
Главна улица у насељу зове се Карађорђева. Настала је још прије периода аустроугарске владавине, као путна комуникација долином ријеке Црквене од Бање Луке преко Бронзаног Мајдана до Санског Моста. Овај правац води од долине Црквене преко Јанковића виса (325 метара надморске висине) у долину Брколосе (која је дио Приједорске котлине), даље преко превоја Мајданска брда у долину Гомионице ка Бронзаном Мајдану, затим преко превоја Сасина до Санског Моста. Пошто је овај путни правац није повезивао развијене регије, за разлику од пута преко Поткозарја, Приједора и Новог Града, кориштен је као локални путни правац за Србе из околних села.

#### Период од владавине Аустроугарске до распада Југославије
Доласком Аустроугарске власти, на ове просторе уведена је капиталистичка привреда, а која је захтијевала добре путеве, жељезнице, руднике и фабрике. Из тих разлога је 1898. године пројектован пут Бања Лука - Бронзани Мајдан - Сански Мост и до Првог свјетског рата изграђена је прва дионица дуга 14 километара. Ова дионица представљала је прву макадамску саобраћајницу насеља Лауш, а за потребе њене изградње отворен је каменолом код села Сарачица. Пошто је Лауш било рударско насеље, Аустроугарска управа улици је дала име Рударска, уз коју је формирано издужено насеље, а које је условило и изградњу бочних улица. За вријеме Краљевине СХС односно Краљевине Југославије улица је носила назив Деспота Стефана Лазаревића, а за вријеме Независне Државе Хрватске (НДХ) враћено јој је име Рударска, које се задржало и током периода ФНРЈ односно СФРЈ. Почетком деведесетих година XX вијека, након распада Југославије, улица је добила данашњи назив. Све бочне улице су биле уске, кривудаве и неосвијетљене, личиле су на блатњаве сокаке.

#### Реконструкција Рударске (Карађорђеве) улице
И послије Другог свјетског рата, главна улица је и даље била макадамска. Упоредо са развојем насеља и економским јачањем града и становништва, предузети су први кораци ка уређењу саобраћајница. Главна улица је асфалтирана до Кожаре и имала је једнострану пјешачку стазу. Остале улице су углавном асфалтиране средствима прикупљеним од стране грађана. Након 1970. године и на Лаушу долази до развоја привреде и друштва, а у планирање се укључује и Урбанистички завод. Под руководством Завода за изградњу и Урбанистичког завода врши се реконструкција Карађорђеве улице, заједно са реконструкцијом водоводне и канализационе мреже. Пројекат реконструкције и радове је извело сарајевско предузеће "Пут" а реконструкцију водовода и канализације урадио је "Енергомонт". Према пројекту саобраћајница је не само наново асфалтирана, него и проширена (1 трака по смјеру), изграђене су обостране бициклистичке и пјешачке стазе, на једној страни постављена је улична расвјета а на другој је засађен дрворед. Ови радови су завршени 1974. године. Карађорђева улица је посљедњи пут пресвучена новим асфалтом у љето 2016. године.
Након што је на Лаушу у наредном периоду изграђен велики број објеката, улица је постала тијесна, па су тада али и данас честе саобраћајне гужве. Такође, ова улица је преко Улице др Јована Рашковића некада била једина веза са Универзитетским клиничким центром, што је такође утицало на гужве. Ради ублажавања проблема са гужвама око 2003. године изграђен је спој Зеленгорске улице са Улицом др Јована Рашковића (на Паприковцу) и 2008. реконструисане су Мајевичка и Љевчанска улица преко Петрићевца, којима су створени алтернативни правци до болнице и смањене гужве у Карађорђевој улици. 2008. године изграђен је кружни ток код "Енергомонта" а 2019. изграђен је и кружни ток код ресторана "Сирано". Такође, 2020. године изграђен је наставак саобраћајнице од Зеленгорске улице, преко "Агропрометовог" воћњака до Храма Светог Јована Богослова, у почетку зване "паралела" а данас носи назив Улица Миланчића Миљевића, а чијом је изградњом створен додатни алтернативни правац према болници али и станарима околних објеката.
Постоје планови за проширење Карађорђеве улице са двије на четири саобраћајне траке, али није познато када ће се извести због мноштва објеката изграђених уз њу у ранијем периоду.
Карађорђева улица је дио некадашњег регионалног пута R405 а данас магистралног пута М-II 502 који би требао бити најкраћа веза између Бање Луке и Санског Моста. Међутим, у пограничном појасу између Републике Српске и Федерације Босне и Херцеговине пут је макадамски и нефункционалан, тако да се данас користи само као веза за мјештане Лауша и околних села (Сарачица, Бистрица, Чокори, Бронзани Мајдан и осталих) са Бањом Луком и обрнуто.

#### Јавни превоз[3]
Лауш је са остатком града повезан сљедећим градским аутобуским линијама:
- линија 6 (Аутобуска станица - Лауш - Сарачица), пролази кроз центар града
- линија 7 (Лауш - Паприковац - Центар - Обилићево (TO Бема))

Кроз насеље пролазе и сљедеће градске линије:
- линија 1 (Maђир – Ортопедија – Нова болница)
- линија 17 (Обилићево - Нова болница)
- линија 17А (Старчевица – Нова болница)

## Спорт
Насеље је сједиште омладинског фудбалског клуба Лауш.

## Становништво
Према попису становништва 1991. у СФРЈ, у мјесној заједници Лауш је живјело 10.910 становника.
| Националност       | 1991.          |
| Срби               | 8.384 (76,85%) |
| Југословени        | 1.008 (9,24%)  |
| Муслимани          | 587 (5,38%)    |
| Хрвати             | 413 (3,78%)    |
| остали и непознато | 518 (4,75%)    |
| Укупно             | 10.910         |

## Галерија
- Храм светог Јована Богослова у Лаушу
- Лауш